# ノーマン・グランツ
ノーマン・グランツ（Norman Granz、1918年8月6日 - 2001年11月22日）は、アメリカのジャズの音楽プロデューサー、レーベル所有者。
ロサンゼルスでウクライナ系ユダヤ人の家系に生まれた。グランツは少年期に、KKKの人種差別的な暴挙を目撃し、その体験は人種差別に反対する彼の理念を形成するきっかけとなった。第二次大戦では徴兵され、アメリカ軍の航空隊に所属した。彼は航空隊の娯楽を担当する士気部門に配属された。戦後、除隊した彼は、ジャズ音楽に本格的に取り組んでいくこととなった。やがて彼は、ビリー・ホリディ、コールマン・ホーキンス、バド・パウエル、オスカー・ピーターソンら、多くのジャズ音楽家と出会うこととなる。グランツはアメリカのジャズ音楽（特に1950年代と1960年代）にとって重要な存在であり、ヴァーヴとパブロという2つのレコード・レーベルを創設した。JATP（Jazz at the Philharmonic）の興行で一世を風靡した。
また、自身が宣伝に携わったコンサートにおいて、人種で分け隔てることなく、どんな聴衆も受け入れるべきであることを主張した人物としても広く知られている。
2001年11月22日、スイスのジュネーブにて83歳で癌によって亡くなった。